# Purwodadi (Belitang Mulya)
Purwodadi is een bestuurslaag in het regentschap Ogan Komering Ulu van de provincie Zuid-Sumatra, Indonesië. Purwodadi telt 3453 inwoners (volkstelling 2010).